# Aldhibah
Aldhibah ist der Eigenname des Sterns ζ Draconis (Zeta Draconis). Aldhibah hat eine scheinbare Helligkeit von 3,17 mag und gehört der Spektralklasse B6 III an. Aldhibah ist rund 300 Lichtjahre von der Erde entfernt. Andere Bezeichnung: „Nodus I“.
1981 entdeckten G. A. Starikova und A. A. Tokovinin einen Begleiter bei einem Positionswinkel von 32,4° und mit einer Winkeldistanz von 0",046. Über den Begleiter ist wenig bekannt.